# Dekanat XII – św. Jana Chrzciciela w Pilicy
Dekanat pilicki – dekanat diecezji sosnowieckiej, należący do 1992 do archidiecezji częstochowskiej. Dekanat powstał w końcu XVIII wieku w wyniku rozbiorów Polski. Patronem dekanatu jest św. Jan Chrzciciel. Do (data do ustalenia) r. siedziba dekanatu mieściła się przy parafii pw. św. Jana Chrzciciela i św. Jana Ewangelisty w Pilicy. Aktualnie siedziba dekanatu mieści się przy parafii pw. Przemienienia Pańskiego w Ogrodzieńcu.

## Parafie
Do dekanatu należą parafie:
1. Dzwono-Sierbowice – Parafia Najświętszego Serca Pana Jezusa.
2. Giebło – Parafia Świętego Jakuba Starszego Apostoła.
3. Ogrodzieniec – Parafia Przemienienia Pańskiego w Ogrodzieńcu – Sanktuarium Matki Boskiej Skałkowej.
4. Pilica – Parafia św. Jana Chrzciciela i św. Jana Ewangelisty.
5. Pilica – Biskupice – Parafia Najświętszego Imienia Jezus – Sanktuarium MB Śnieżnej – Opiekunki Rodzin.
6. Ryczów – Parafia Nawiedzenia Najświętszej Maryi Panny.
7. Strzegowa – Parafia Podwyższenia Krzyża Świętego.

## Dziekani
- ks. kan. Kazimierz Pantak
- ks. kan. Józef Podkowa (?–2011)
- ks. Jacek Furtak (od 2011)